# Sojabohnenzystennematode
Der Sojabohnenzystennematode (Heterodera glycines Ichinohe), auch Sojabohnenzystenfadenwurm oder Sojabohnenzystenälchen (englisch soybean cyst nematode, abgekürzt SCN), ist ein Fadenwurm von knapp einem halben Millimeter Länge (in der zweiten Wachstumsphase J2). Er befällt die Wurzeln der Sojabohne. Der Nematode ist ein weltweit bedeutender Schädling, der 1952 entdeckt wurde.

## Biologie
Heterodera glycines ist zweigeschlechtlich; die beiden Geschlechter haben unterschiedliche Gestalt (Sexualdimorphismus). Während die Männchen wurmförmig sind, bilden die Weibchen in ihrer adulten Phase eine längliche Form aus, die an ein Ei erinnert. Insgesamt besitzt der Fadenwurm mehrere Lebensphasen.
Im Körper der Weibchen befinden sich Eier innerhalb von Zysten. Nach dem Tod der Weibchen reifen in den befruchteten Eiern erste Juvenilstadien (J1). Unter geeigneten Bedingungen (Bodenfeuchte, Bodentemperatur, Bodenbelüftung und aktivierenden Wurzelausscheidungen) schlüpfen die Larven (J2) und verlassen die zitronenförmig braun sklotisierte Zystenhülle. Sie wandern zu den Wurzeln der Wirtspflanze, wo die 375–540 Mikrometer langen Larven mit Hilfe eines 22–24 Mikrometer langen Mundstachels in das Pflanzengewebe der Wurzeln eindringen. Nur im zweiten Juvenilstadium sind sie zum Eindringen befähigt. Im Zentralzylinder der Wurzel gibt die Fadenwurmlarve Speichelstoffe in eine einzelne Zelle der Pflanze ab. Die Zelle reagiert mit einem lokalen Abbau der Zellwand und verschmilzt durch eine vom Parasiten induzierte Zellteilung mit den Nachbarzellen zu einem Syncytium, aus dem die Larve die gesamte Nahrung für ihre Entwicklung entnimmt. Dabei wird sie sessil.
Die Larven entwickeln sich über zwei weitere Stadien (J3, J4) zu adulten Männchen und Weibchen. Der gesamte Entwicklungszyklus dauert unter günstigen Bedingungen (20–24 °C) meist 20–25 Tage. Weibliche Nematoden schwellen derart an, dass deren Hinterleib aus der Wurzel herausbricht und mit bloßem Auge sichtbar wird. Adulte männliche Exemplare nehmen eine wurmähnliche Form an und verlassen die Wurzel, um die wesentlich größeren Nematoden-Weibchen zu finden und zu befruchten.
Das Weibchen nährt sich nach der Befruchtung weiter und legt schließlich 200 bis 400 Eier in einer gelben gallertartigen Matrix, die einen Eiersack herausbildet, der in der Nematode verbleibt. Nachdem das Weibchen abgestorben ist, härtet das Hydroskelett, die Cuticula, aus und wandelt sich zu einer Zyste um, in dem sich die in der Eihülle ruhenden Larven befinden. Pro Jahr können auf diese Weise bis zu drei Generationen des Parasiten entstehen.
Außerhalb der Wachstumsperiode ab Herbst oder unter ungünstigen Umweltbedingungen können die in den Zysten enthaltenen Larven im Boden mehrere Jahre überleben. Obwohl die Sojabohne die Hauptwirtspflanze darstellt, können auch andere Hülsenfrüchte als Wirte dienen.

## Infektion
Die Infektion verursacht verschiedene Symptome. Neben der Chlorose von Blättern und Stängeln, kann es zur Wurzel-Nekrose, einem Verlust beim Samenertrag sowie einer Unterdrückung der Wurzelbildung kommen, die sich im gestörten Wachstum der Pflanze bemerkbar macht.
Die oberirdischen Symptome sind nicht immer eindeutig auf eine Infektion mit der Nematodenart zurückzuführen; es kann sich auch um Nährstoffmangel, insbesondere Eisenmangel, Stress durch Trockenheit, Schäden durch Herbizide oder andere Pflanzenkrankheiten handeln. Die ersten Anzeichen einer Infektion sind Pflanzengruppen mit Gelbfärbung der Blätter. Diese sind auf das gebremste Wachstum der Wurzeln zurückzuführen und eine Unterversorgung mit Wasser und Nährstoffen.
Die Pathogenese kann auch dann schwierig sein, da verkümmerte Wurzeln auch ein allgemeines Symptom von Stress oder anderen Pflanzenkrankheiten sowie Schädlingen sein können. Erst eine Laboruntersuchung oder die Sichtung von Zysten an den Wurzeln, die aus den adulten weiblichen Nematoden entstehen, sind der einzige Weg einen Befall durch Heterodera glycines nachzuweisen.

## Verbreitung

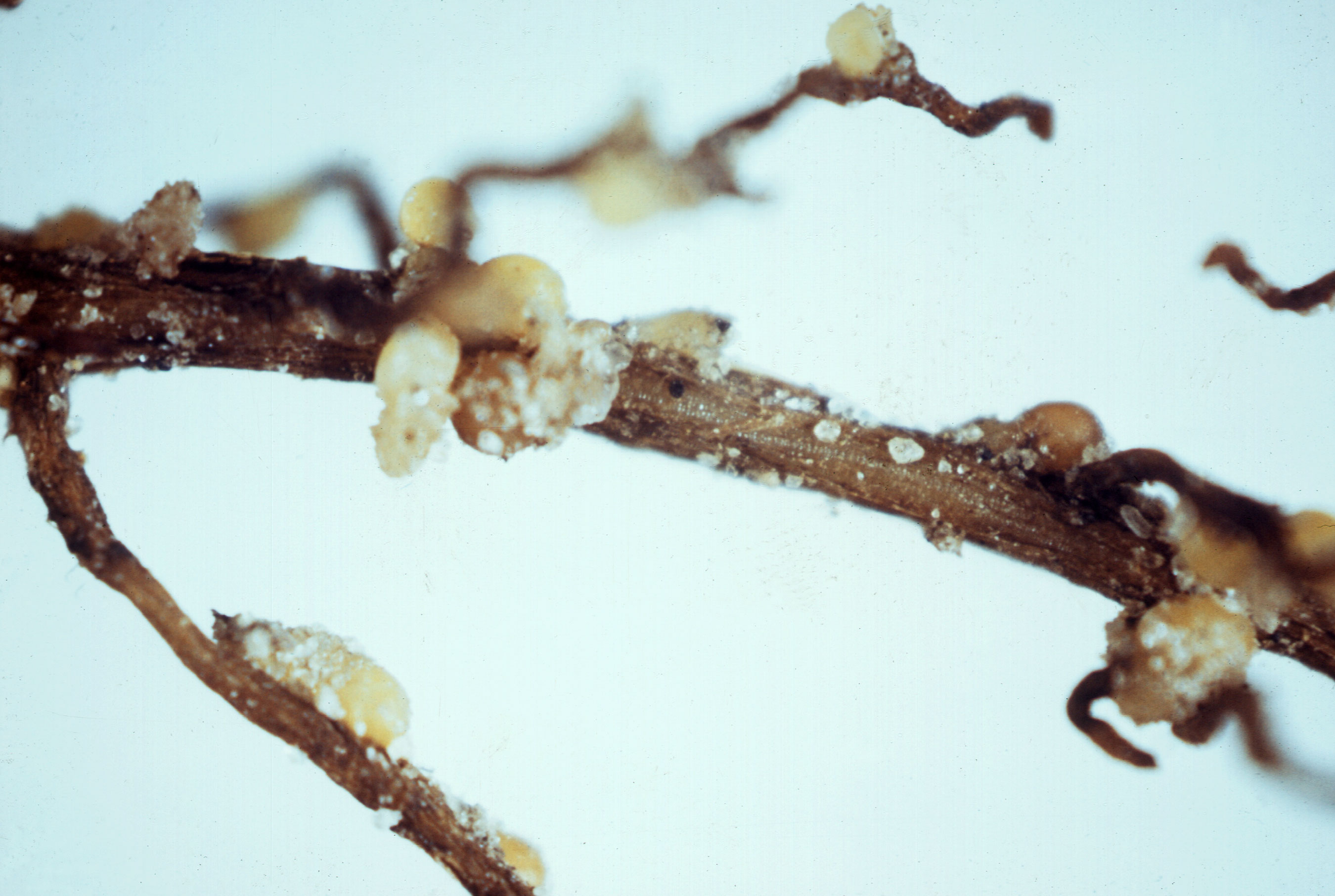
Segment einer befallenen Wurzel: Zeichen einer Infektion sind weiße bis braune Zysten, die mit Eiern des Parasiten gefüllt sind.

Es wird angenommen, dass der Sojabohnenzystennematode aus China stammt. Er wurde im Jahr 1952 in Japan und 1955 in North Carolina in den Vereinigten Staaten entdeckt. Seit den 1990er Jahren sind die Hauptanbaugebiete von Sojabohnen weltweit außer in Europa (wo er auch vorkommt) und Ozeanien betroffen.
- Afrika: Ägypten
- Asien: Iran (Golestan, Mazandaran), China (Hebei, Hubei, Heilongjiang, Henan, Jiangsu, Liaoning), Indonesien (Java), Koreanische Halbinsel, Japan, Taiwan (unbestätigt), Russland (Amur-Region im Fernen Osten).
- Nordamerika: Kanada (Ontario), USA (Alabama, Arkansas, Delaware, Florida, Georgia, Illinois, Indiana, Iowa, Kansas, Kentucky, Louisiana, Maryland, Minnesota, Michigan, Mississippi, Missouri, Nebraska, New Jersey, North Carolina, North Dakota, Ohio, Oklahoma, Pennsylvania, South Carolina, South Dakota, Tennessee, Texas, Virginia und Wisconsin).
- Südamerika: Argentinien (unbestätigt), Brasilien (unbestätigt), Chile, Kolumbien, Ecuador.

Der Parasit hat seit den 1950er Jahren alleine in den Vereinigten Staaten von Amerika zu einer Ertragsverringerung von bis zu 75 Prozent geführt und zu jährlichen Verlusten von durchschnittlich 500 Millionen US-Dollar. Ähnliche Probleme verursacht der Schädling in den Sojaanbaugebieten von Südamerika und Asien.

## Biologische Kontrolle
Zur Begrenzung der Schäden werden verschiedene Anbautechniken angewendet, beispielsweise eine Rotation der Fruchtfolge beim Anbau oder die Verwendung resistenter Sorten. Da der Sojabohnenzystennematode ein obligater Parasit ist und einen lebenden Wirt benötigt, kann ein Wechsel der Fruchtfolge mit Nicht-Wirtspflanzen wie Mais zu einer Verringerung oder Unterbrechung der Verbreitung führen.
Pflanzen die bereits gestresst sind, sind für eine Infektion anfälliger. Daher sind Kultivierungstechniken wichtig, die die Bodenfruchtbarkeit erhalten. Auch die Basizität (pH-Wert) und die Feuchtigkeit des Bodens kann die Möglichkeit und Schwere einer Infektion beeinflussen. Eine chemische Behandlung mit Nematiziden wird normalerweise nicht angewendet, da die negativen ökonomischen und ökologischen Folgen überwiegen.
In den Jahren 2003 und 2007 untersuchten Forscher des Julius Kühn-Instituts (JKI) in Münster in Zusammenarbeit mit dem Agrar-Konzern Syngenta, welchen Einfluss suppressive Böden auf das Vorkommen des Sojabohnenzystenfadenwurms haben, der oft Pflanzen befällt, die mit dem Pilz Fusarium virguliforme infiziert sind. Der Pilz führt zum „Sudden-death-Syndrom“ (SDS), das sich in einem akuten Absterben der Sojapflanzen manifestiert. Der Studie folgend entwickeln bestimmte Böden mit der Zeit Selbstheilungskräfte gegenüber spezifischen Schaderregern und, wie die Studie vermutet, auch gegen Erreger-Komplexe.
Die Ergebnisse der im US-Bundesstaat Indiana durchgeführten Feldexperimente wurden im Juli 2011 in der Fachzeitschrift Phytopathology vorgestellt.

## Einzelbelege
1. 1 2 3 4 5 6 7 8 9 10 11  Qing Yu: Soybean cyst nematode (Heterodera glycines Ichinohe). In: Hany El-Sherny: Soybean Physiology and Biochemistry, In Tech, 2011, ISBN 978-953-307-534-1, Chapter 22, S. 461–474.
2. ↑  J. Herbert Waite: The phylogeny and chemical diversity of quinone-tanned glues and varnishes. In: Comparative Biochemistry and Physiology Part B: Comparative Biochemistry 97, Nr. 1, 1990, S. 19–29, doi:10.1016/0305-0491(90)90172-P.
3. ↑  Interactive Agricultural Ecological Atlas of Russia and Neighboring Countries: Pests: Heterodera glycines Ichinohe - Soybean Cyst Nematode
4. ↑  Cooperative State Research, Education, and Extension Service United States Department of Agriculture. 2000. Keeping the Profits in Soybeans (Memento des Originals vom 12. Oktober 2006 im Internet Archive)  Info: Der Archivlink wurde automatisch eingesetzt und noch nicht geprüft. Bitte prüfe Original- und Archivlink gemäß Anleitung und entferne dann diesen Hinweis.
5. ↑  Julius Kühn-Institut: Wie der Boden sich bei Krankheiten selbst hilft (Seite nicht mehr abrufbar, festgestellt im Mai 2019. Suche in Webarchiven)  Info: Der Link wurde automatisch als defekt markiert. Bitte prüfe den Link gemäß Anleitung und entferne dann diesen Hinweis., 28. Juli 2011
6. ↑  Andreas Westphal, Lijuan Xing: Soil Suppressiveness Against the Disease Complex of the Soybean Cyst Nematode and Sudden Death Syndrome of Soybean. In: Phytopathology. 101, 2011, S. 878, doi:10.1094/PHYTO-09-10-0245.
7. ↑  Topagrar.com: Selbstheilungskräfte von Böden wirken auch bei Erreger-Komplexen, 4. August 2011